# If U Seek Amy
If U Seek Amy is de derde single van het album Circus van Britney Spears. Op 7 januari 2009 werd op Spears' officiële website aangekondigd dat dit de derde single van het album zou worden. Het nummer werd geschreven en geproduceerd door Max Martin, die ook de twee hitsingles Baby One More Time en Oops!... I Did It Again voor Spears schreef.
De titel is een variant op het klassieke If you see Kay, wat reeds in Ulysses door Joyce werd gebruikt en later in vele songteksten als een regel met dubbele betekenis. If you see Kay kan namelijk worden gelezen als F-U-C-K, en If you seek Amy als F-U-C-K me.

## Hitnotering
| "If U Seek Amy" in de Nederlandse Tipparade - binnen: 28 maart 2009 | "If U Seek Amy" in de Nederlandse Tipparade - binnen: 28 maart 2009 | "If U Seek Amy" in de Nederlandse Tipparade - binnen: 28 maart 2009 | "If U Seek Amy" in de Nederlandse Tipparade - binnen: 28 maart 2009 | "If U Seek Amy" in de Nederlandse Tipparade - binnen: 28 maart 2009 | "If U Seek Amy" in de Nederlandse Tipparade - binnen: 28 maart 2009 | "If U Seek Amy" in de Nederlandse Tipparade - binnen: 28 maart 2009 | "If U Seek Amy" in de Nederlandse Tipparade - binnen: 28 maart 2009 | "If U Seek Amy" in de Nederlandse Tipparade - binnen: 28 maart 2009 |
| Week                                                                | 1                                                                   | 2                                                                   | 3                                                                   | 4                                                                   | 5                                                                   | 6                                                                   | 7                                                                   |                                                                     |
| ------------------------------------------------------------------- | ------------------------------------------------------------------- | ------------------------------------------------------------------- | ------------------------------------------------------------------- | ------------------------------------------------------------------- | ------------------------------------------------------------------- | ------------------------------------------------------------------- | ------------------------------------------------------------------- | ------------------------------------------------------------------- |
| Nummer                                                              | 25                                                                  | 19                                                                  | 17                                                                  | 12                                                                  | 3                                                                   | 2                                                                   | 2                                                                   | uit                                                                 |

| "If U Seek Amy" in de Vlaamse Ultratop 50 - binnen: 2 mei 2009 | "If U Seek Amy" in de Vlaamse Ultratop 50 - binnen: 2 mei 2009 | "If U Seek Amy" in de Vlaamse Ultratop 50 - binnen: 2 mei 2009 | "If U Seek Amy" in de Vlaamse Ultratop 50 - binnen: 2 mei 2009 | "If U Seek Amy" in de Vlaamse Ultratop 50 - binnen: 2 mei 2009 | "If U Seek Amy" in de Vlaamse Ultratop 50 - binnen: 2 mei 2009 | "If U Seek Amy" in de Vlaamse Ultratop 50 - binnen: 2 mei 2009 | "If U Seek Amy" in de Vlaamse Ultratop 50 - binnen: 2 mei 2009 | "If U Seek Amy" in de Vlaamse Ultratop 50 - binnen: 2 mei 2009 | "If U Seek Amy" in de Vlaamse Ultratop 50 - binnen: 2 mei 2009 | "If U Seek Amy" in de Vlaamse Ultratop 50 - binnen: 2 mei 2009 | "If U Seek Amy" in de Vlaamse Ultratop 50 - binnen: 2 mei 2009 | "If U Seek Amy" in de Vlaamse Ultratop 50 - binnen: 2 mei 2009 |
| Week                                                           | 1                                                              | 2                                                              | 3                                                              | 4                                                              | 5                                                              | 6                                                              | 7                                                              | 8                                                              | 9                                                              | 10                                                             | 11                                                             |                                                                |
| -------------------------------------------------------------- | -------------------------------------------------------------- | -------------------------------------------------------------- | -------------------------------------------------------------- | -------------------------------------------------------------- | -------------------------------------------------------------- | -------------------------------------------------------------- | -------------------------------------------------------------- | -------------------------------------------------------------- | -------------------------------------------------------------- | -------------------------------------------------------------- | -------------------------------------------------------------- | -------------------------------------------------------------- |
| Nummer                                                         | 44                                                             | 50                                                             | 31                                                             | 16                                                             | 24                                                             | 30                                                             | 38                                                             | 48                                                             | 44                                                             | 44                                                             | 48                                                             | uit                                                            |